# Запис Павловића храст (Поточац)
Запис Павловића храст (Поточац) се налази на парцели чији је власник Стојковић Радомир.

## Локација
| Општина             | Параћин                                                          |
| Катастарска општина | Поточац                                                          |
| Потес               | Бубан                                                            |
| Координате          | 43° 49′ 17″ С; 21° 19′ 12″ И / 43.8215° С; 21.319900000000001° И |
| Надморска висина    | 172m                                                             |

## Карактеристике
Дендрометријске вредности утврђене на терену и сателитским снимцима:
| Стабло                     | Храст |
| Висина стабла              | m     |
| Обим дебла                 | m     |
| Пречник крошње             | 20m   |
| Пречник дебла              | m     |
| Висина дебла до прве гране | m     |

## База записа
Запис је у оквиру Викимедија пројекта "Запис - Свето дрво" заведен под редним бројем 0736.